# 2023년 롯데 자이언츠 시즌
2023년 롯데 자이언츠 시즌은 롯데 자이언츠가 KBO 리그에 참가한 42번째 시즌이다. 서튼 감독이 팀을 이끈 3번째 시즌이었으나 건강 문제로 자진 사퇴하게 되며 이종운 수석코치가 감독 대행으로 잔여 시즌을 치렀다. 주장은 안치홍이 맡았다. 팀은 2년 연속 외국인 타자의 중도 퇴출 등 여러가지 악재가 겹친 탓인지 10팀 중 7위에 그쳐 6년 연속으로 포스트시즌 진출에 실패했다. (17년만에 초라하게 보냈다.)
한편, 쓸만한 좌완투수 보강을 위해 시즌 도중 KT에서 심재민을 영입했는데 심재민은  이적 후 불펜 투수로만 등판하여 안정적인 피칭을 자랑했으나 나균안 박세웅이 아시안게임 차출로 자리를 비우자 선발 로테이션에 합류한 뒤 이적 후 선발로만 2승을  기록했다.

## 타이틀
- 월드 베이스볼 클래식 국가대표: 배영수(코치), 허삼영(전력분석원), 박세웅, 김원중
- 항저우 아시안 게임 금메달: 나균안, 박세웅, 윤동희
- 아시아 프로야구 챔피언십 은메달: 김현욱(코치), 최준용, 손성빈, 윤동희, 나승엽
- 아시아 야구 선수권 대회 동메달: 우강훈, 나승엽
- 팀 노히트노런: 윌커슨, 구승민, 김원중 (3호)
- 업비트 위클리 베스트 라인업 결산: 전준우 (지명타자)
- 조아제약 프로야구대상 기량발전상: 윤동희
- 한국대학스포츠협의회 선정 대학야구 출신 올스타: 마해영 (1루수)
- 한국대학스포츠협의회 선정 동의대학교 출신 올스타: 정보명 (2루수), 신윤후 (좌익수)
- 9UP 프로야구 탑클래스 카드: 최동원
- 올스타 선발: 박세웅 (선발투수), 구승민 (구원투수), 김원중 (마무리투수), 안치홍 (2루수), 노진혁 (유격수), 김민석 (외야수 3위), 전준우 (지명타자)
- 올스타전 추천선수: 유강남
- 올스타전 썸머레이스 우승: 롯데 자이언츠
- 올스타전 우수수비상: 안치홍
- 올스타전 퍼포먼스상: 김민석
- 완투: 심재민 (1)
- 경기 당 투구 수: 윌커슨 (99.7)

### 퓨처스리그
- 리얼글러브 퓨처스리그: 신윤후, 이태연, 서동욱
- 퓨처스 올스타: 김창훈, 석상호, 서동욱, 정대선

### 퓨처스 교육리그
- 평균자책점: 김동규 (0.00)

## 선수단
- 선발투수: 반즈, 박세웅, 나균안, 윌커슨, 스트레일리, 이인복
- 구원투수: 김상수, 최준용, 심재민, 한현희, 구승민, 석상호, 김도규, 이진하, 정성종, 이민석, 김창훈, 김강현, 최이준, 진승현, 나원탁, 장세진, 박진, 김진욱, 신정락, 이태연, 문경찬, 최설우, 윤명준
- 마무리투수: 김원중, 박영완, 김태욱, 우강훈
- 포수: 유강남, 정보근, 손성빈, 지시완
- 1루수: 정훈, 고승민
- 2루수: 안치홍, 박승욱, 정대선
- 유격수: 노진혁, 배영빈, 이학주
- 3루수: 구드럼, 김민수, 한동희
- 좌익수: 안권수, 황성빈, 신윤후
- 중견수: 장두성, 김민석
- 우익수: 윤동희, 렉스, 김동혁, 윤수녕, 서동욱
- 지명타자: 전준우, 이정훈, 박형준, 국해성

## 여담
- 한현희는 KBO 리그 사상 최초로 통산 1000이닝-100홀드를 달성했다.
- 8월 6일 SSG 랜더스와의 경기에서 윌커슨, 구승민, 김원중은 나란히 단 1개의 안타도 허용하지 않으며 KBO 역대 3번째 팀 노히트 노런을 완성시켰다. 특히 윌커슨은 6회까지 퍼펙트 행진을 이어나가다가 7회에 사사구를 허용하며 퍼펙트가 무산되었다.
- 한동희는 WPA -2.91로 KBO 리그 역대 단일 시즌 최저 WPA를 기록했다.
- 이 시즌은 KBO 리그 사상 21번째로 규정 타석을 채운 야수 전원이 WAR 양수를 기록한 시즌이다. 그 중 가장 WAR이 낮았던 김민석은 WAR 0.10을 기록했다.
- 김민석은 이 시즌까지 더블스틸 실패 사이 진루 2회를 기록하여 2013년 이후 KBO 리그 10대 타자 통산 최다 기록을 세웠다.
- 김민석은 구단 사상 최초로 단일 시즌 규정 타석을 채운 10대 외야수가 되었다.
- 김민석은 이 시즌 107경기에 선발 출전해 933.2이닝을 소화하여 2013년 이후 KBO 리그 단일 시즌 10대 외야수 최다 기록을 세웠다.

## 같이 보기
- 2024년 롯데 자이언츠 시즌